# Сусоо, Маамаду
Маамаду Сусоо Сиссоо (исп. Mahamadou Susoho Sissoho; родился 20 января 2005, Гранольерс) — испанский футболист, полузащитник клуба «Манчестер Сити».

## Клубная карьера
В 2017 году Сусоо перешёл из «Эспаньола» в академию «Манчестер Сити». В сезоне 2021/22 вместе с клубом стал победителем Премьер-лиги до 18 лет. Сезон 2022/23 Маамаду почти полностью пропустил по причине травмы.
13 декабря 2023 года дебютировал за основную команду «Манчестер Сити», выйдя на замену в матче Лиги чемпионов против «Црвены звезды».

## Карьера в сборной
Выступал за сборную Англии до 16 лет, а также за сборные Испании до 17 и до 18 лет.